# 1001 нощ (сериал)
„1001 нощ“ (на турски: Binbir Gece) е турски сериал от 2006 г. с огромна популярност. В главните роли играят актьорите Халит Ергенч, Бергюзар Корел, Метин Чекмез, Тарду Флордун и Джейда Дювенджи. В Турция, Азербайджан, Гърция, Кувейт, Македония, България и Румъния е един от най-гледаните сериали. В България е първият излъчен турски сериал, като постига небивал рейтинг в слота си на излъчване.

## Излъчване
| Сезон | Начало на сезона  | Край на сезона | Епизоди | Всички епизоди | ТВ сезон    | ТВ канал | Ден и час на излъчване         |
| ----- | ----------------- | -------------- | ------- | -------------- | ----------- | -------- | ------------------------------ |
| 1     | 7 октомври 2006   | 19 юни 2007    | 29      | 1 – 29         | 2006 – 2007 | Kanal D  | вторник 22:00/21:45 часа       |
| 2     | 11 септември 2007 | 3 юни 2008     | 37      | 30 – 66        | 2007 – 2008 | Kanal D  | вторник 22:00/20:00/21:45 часа |
| 3     | 16 септември 2008 | 12 май 2009    | 24      | 67 – 90        | 2008 – 2009 | Kanal D  | 22:00/22:15/20:00 часа         |

## Излъчване в България
| Сезон | Начало на сезона | Край на сезона | Епизоди | Всички епизоди | ТВ сезон    | ТВ канал       | Ден и час на излъчване  |
| ----- | ---------------- | -------------- | ------- | -------------- | ----------- | -------------- | ----------------------- |
| 1     | 8 декември 2008  | 22 януари 2009 | 29      | 1 – 29         | 2008 – 2009 | Нова телевизия | всеки делник 13:00 часа |
| 2     | 23 януари 2009   | 18 март 2009   | 37      | 30 – 66        | 2009        | Нова телевизия | всеки делник 13:00 часа |
| 3     | 18 май 2009      | 18 юни 2009    | 24      | 67 – 90        | 2009        | Нова телевизия | всеки делник 16:30 часа |

## Сюжет
Пренебрегвайки съветите на роднините си, Шехерезада се омъжва за Ахмет, син на патриархално семейство, и ражда син. Когато момченцето е на една годинка, Ахмет загива в катастрофа.
Шехеразада остава сама да се бори с живота, но нещастията ѝ не свършват дотук. Тя научава, че детето ѝ е болно от левкемия. Младата жена отдава сърцето и душата си, опитвайки се да му осигури нужното лечение.
За да бъде направена операция на малкия, Шехеразада трябва да заплати 200 000 долара, но успява да събере, едва 50 000. За останалите 150 000, първо се обръща към богатия си свекър с молба за помощ, но сълзите на майката не трогват коравото му сърце. Банките също отказват заем.
Последната ѝ надежда остава фирмата, в която работи. Единият от двамата ѝ собственици ѝ отправя предложение, което напълно ще промени живота на младата жена.

## Актьорски състав
- Халит Ергенч – Онур Аксал
- Бергюзар Корел – Шехерезада Евлияоглу Аксал
- Тарду Флордун – Керем Инджеоглу
- Джейда Дювенджи – Бену Атаман Инджеоглу
- Томрис Инджер – Надиде Евлияоглу
- Метин Чекмез – Бурхан Евлияоглу
- Ергюн Демир – Али Кемал Евлияоглу
- Йонджа Джевхер Йенел – Фюсун Евлияоглу
- Айтач Юзтуна – Севал Инджеоглу
- Мерал Четинкая – Периде Аксал
- Мерт Фърат – Бурак Инджеоглу
- Барту Кючукчаглаян – Гани Йозчелик
- Башак Чалъоглу – Хюнер
- Джанан Ергюдер – Еда Акънай
- Ипек Сайгън – Тууче
- Мелехат Абасова – Михрибан Вахапзаде
- Мерих Ермакастър – Мерт
- Йелиз Аккая – Мелек Атаман
- Метин Белгин – Зафер Гюндюзалп
- Айла Алган – Бетюл
- Сенур Ногайлар – Фирдевс
- Ефе Чънар – Каан Евлияоглу
- Дилара Кавадар – Нилюфер Аксал
- Хазал Гюрел – Бурджу Евлияоглу
- Фейзан Чапа/Гизем Гюнеш – Букет Евлияоглу
- Нехир Нил Каракая – Бурчин Евлияоглу
- Демет Йекелер – Нимет
- Бесте Сюер – Айше
- Халил Ташдемир – Адем
- Фатих Паят – Пахидар
- Еге Айдан – Енгин Каяоглу
- Езги Асароглу – Дуру Каяоглу
- Айче Абана – Бейза Каяоглу
- Нилюфер Силсюпюр/Аху Сунгур – Жале Ерйълдъз
- Мехмет Полат – Ердал Карайолджу
- Ебру Айкач – Ясемин Каракуш
- Дуйгу Четинкая – Сезен Йозшенер
- Нихат Илери – Семих Йозшенер
- Фюсун Костак – Джансел Кълъч
- Нурай Услу – Севги
- Ферди Алвер – Сонер Ялчънташ
- Зейнеп Конан – Зейнеп
- Нихан Дурукан – Айшен
- Султан Юмак – Сема Дурмаз
- Седа Йълдъз/Кубилай Пенбеклиоглу – Селим Текинай
- Фърат Догрулоглу – Аднан
- Гюлсевен Йълмаз – Назан
- Теоман Кумбараджъбашъ – Яман Джиндар
- Танер Барлас – Кадир Джиндар
- Назлъ Джерен Аргон – Арзу Ишлер
- Хазел Чамлидере – Аху Ишлер
- Айбен Ерман – Нериман Ишлер
- Ердал Билинген – Хакан
- Шебнем Кьостем – Хандан Тасчиоолу
- Алптекин Серденгечти – Халдун Кара
- Супхи Текникер – Ялчън
- Севда Актолга – Нурхаят
- Сефа Зенгин – Тамер
- Белма Идже – Оя
- Феридун Дюзагач – Йозджан

## Музика
Музиката на интрото и кредитацията (финални надписи), както и фоновата са на турския композитор Карач, а на някои сцени звучи сюитата „Шехерезада“ на руския композитор Николай Римски-Корсаков.

## В България
В България сериалът е първият турски сериал излъчен в ефир. Започва на 8 декември 2008 г. по Нова телевизия и завършва на 18 юни 2009 г. На 31 май 2010 г. започва повторно излъчване. Ролите се озвучават от Татяна Захова, Ани Василева, Симеон Владов, Николай Николов и Тодор Николов.
На 29 юни 2009 г. започват повторенията по Диема Фемили.